# B8 Projetos Educacionais
O B8 Projetos Educacionais é uma associação cultural que tem por objetivos apoiar e elaborar ações e projetos nas áreas educacional e científica, particularmente em eventos relacionados às Olimpíadas Internacionais de Ciências.
Atualmente, é responsável pela implementação das edições nacionais de competições acadêmicas como a IJSO e o IYPT, que classificam os melhores estudantes do país para representar o Brasil nos respectivos torneios internacionais. Desde 2007, liderou delegações brasileiras em Taiwan, Coreia do Sul, Azerbaijão, Nigéria, Irã, Argentina, África do Sul e Alemanha, acumulando a conquista de mais de 40 medalhas.
Em 2013, será responsável por selecionar, preparar e liderar o time para os torneios mundiais em Taiwan (IYPT 2013) e na Índia (IJSO 2013).

## Torneios Nacionais

### IJSO Brasil
Evento anual que seleciona os seis estudantes brasileiros para a IJSO. É realizado simultaneamente em diferentes regiões brasileiras, premiando os melhores estudantes com medalhas de ouro, prata e bronze.
Desde 2011, esta competição ainda classifica dois alunos para a Olimpíada Americana de Ciências, organizada na Argentina.

### IYPT Brasil
Evento anual que seleciona os cinco estudantes brasileiros para o IYPT. A fase final é disputada na cidade de São Paulo, na qual equipes de todo o país se enfrentam em Physics Fights (PFs). São conferidas medalhas de ouro, prata e bronze para os alunos e professores das melhores equipes da competição.

## Torneios Internacionais

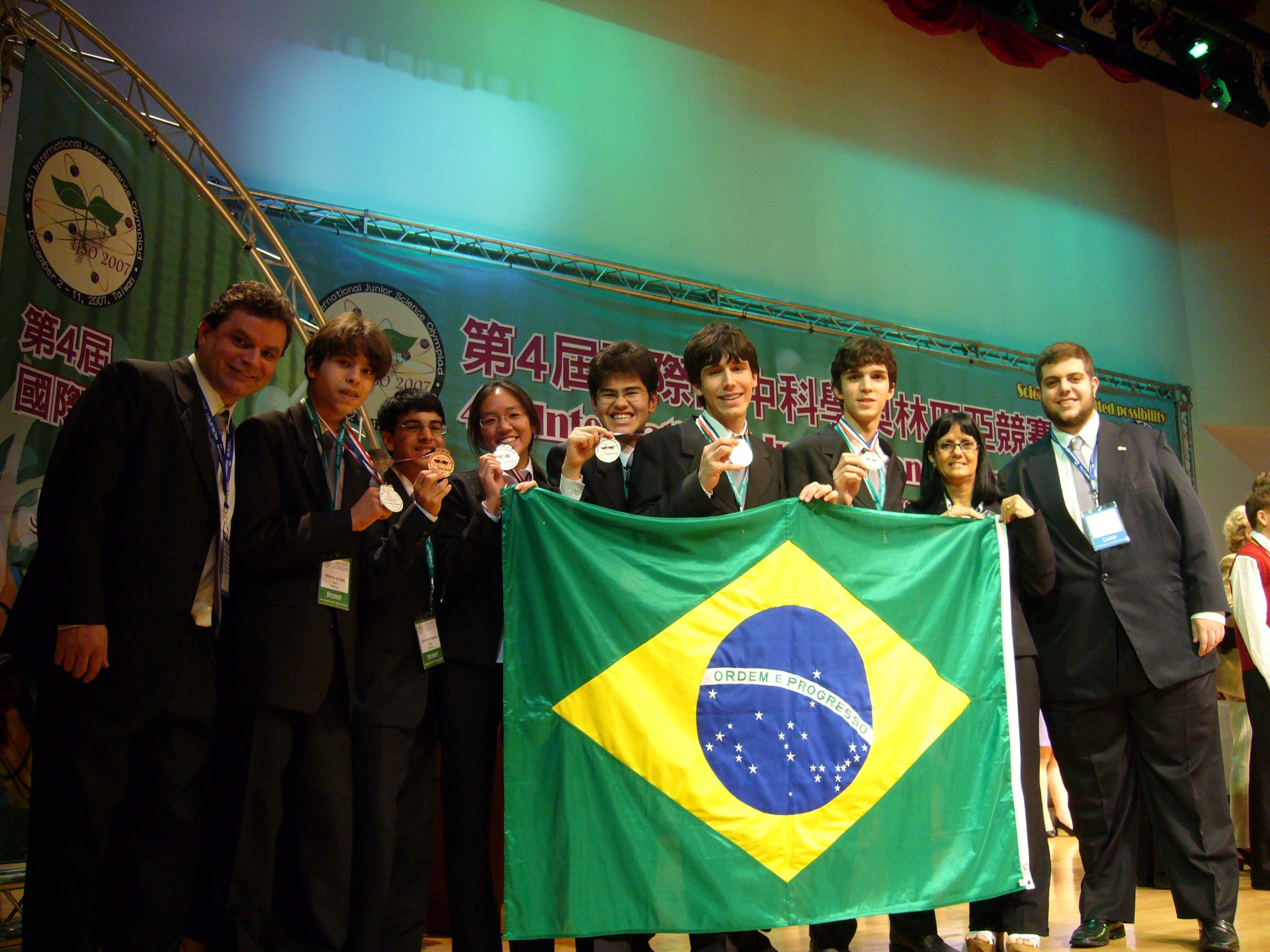
Equipe Brasileira da IJSO 2007.

Todos os estudantes brasileiros que disputaram a IJSO sob a liderança da "B8 Projetos" voltaram ao país com medalhas. Ao todo, foram 36 medalhas em disputas individuais (3 de ouro, 19 de prata e 14 de bronze) e duas por equipes na categoria Experimental (1 ouro e 1 bronze). A conquista deste ouro inédito em 2012 gerou forte repercussão na mídia, sendo destacada pela TV Globo, pela Folha de S. Paulo e ainda pelas revistas IstoÉ, Veja e Época.

### Alunos premiados na IJSO
Ouro:
- Gustavo Haddad Francisco e Sampaio Braga (2008)
- Ivan Tadeu Ferreira Antunes Filho (2010)
- Felipe Brandao Forte (2012)

Ouro (Prova Experimental - Nota Máxima na Prova - 1º Lugar -  Inédito):
- Matheus Henrique de Almeida Camacho (2012)
- Felipe Brandão Forte (2012)
- Rubens Martins Bezerra Farias (2012)

Prata:
- André Hahn Pereira (2007)
- Cindy Yushi Tsai (2007)
- Leonardo Pereira Stedile (2007)Equipe Brasileira da IJSO 2008.

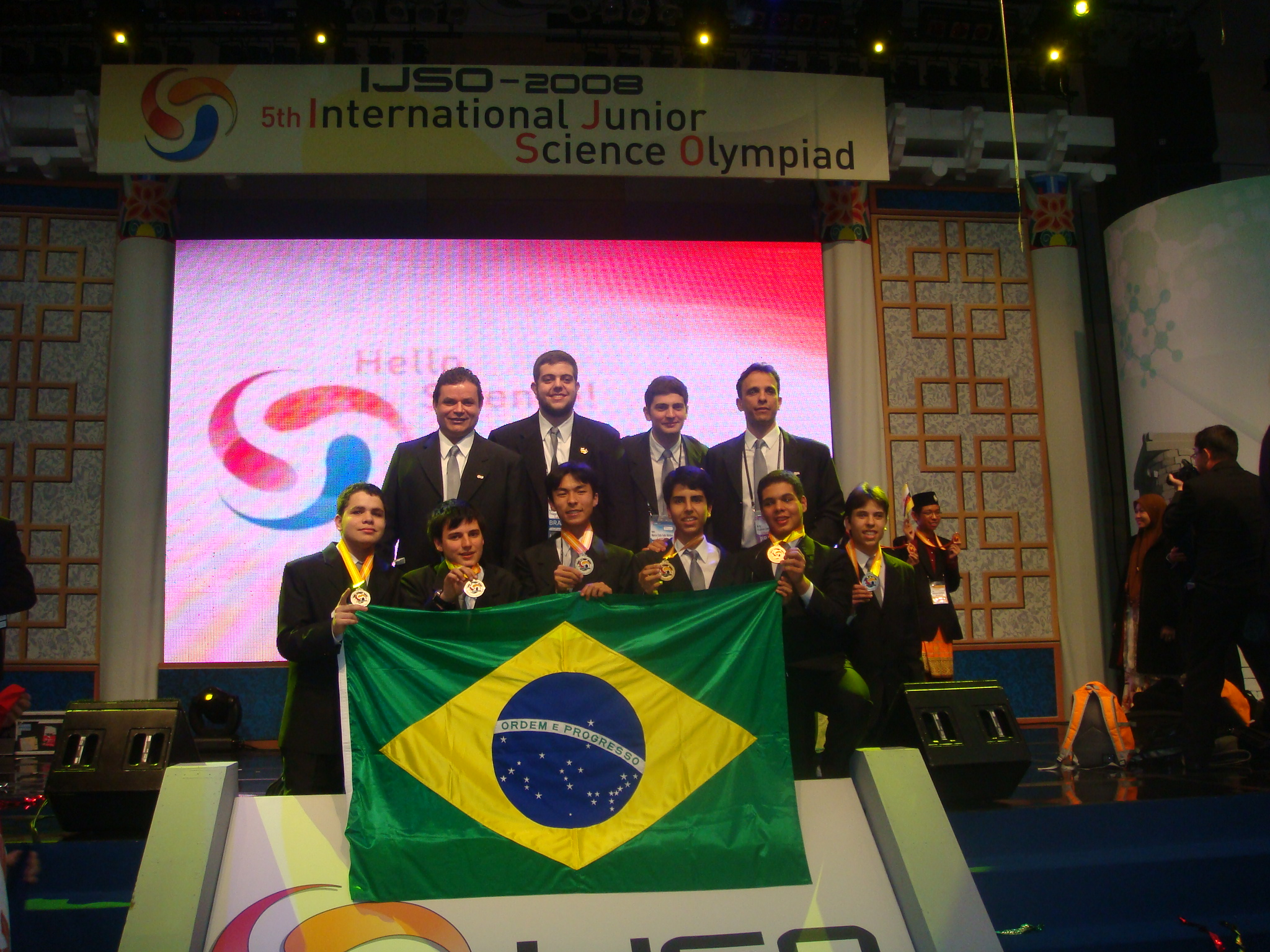
Equipe Brasileira da IJSO 2008.

- Matheus Barros de Paula (2007 e 2008)
- Cássio dos Santos Sousa (2008)
- Elder Massahiro Yoshida (2008)
- Lucas Colucci Cavalcante de Souza (2008 e 2009)
- Gustavo Haddad Francisco e Sampaio Braga (2009)
- Ivan Tadeu Ferreira Antunes Filho (2009)
- Juliane Trianon Fraga (2010)
- Ramon Silva De Lima (2010)
- Luciano Drozda Dantas Martins (2011)
- Liara Guinsberg (2011)
- Bruno Kenichi Saika (2011)
- Rubens Martins Bezerra Farias (2012)
- Pedro Jorge L. A. Cronemberger (2012)
- Matheus Henrique de A. Camacho (2012)
- Matheus Henrique de A. Camacho (2013)
- Leonardo Henrique Martins Fiorentino (2013)
- Marina Maciel Ansanelli ( 2013)
- Letícia Pereira de Souza (2013)
- Lucca Morais de Arruda Siaudzionis (2013)

Bronze:
- Victor David Santos (2007)
- Wilson Nunes Hirata (2007)

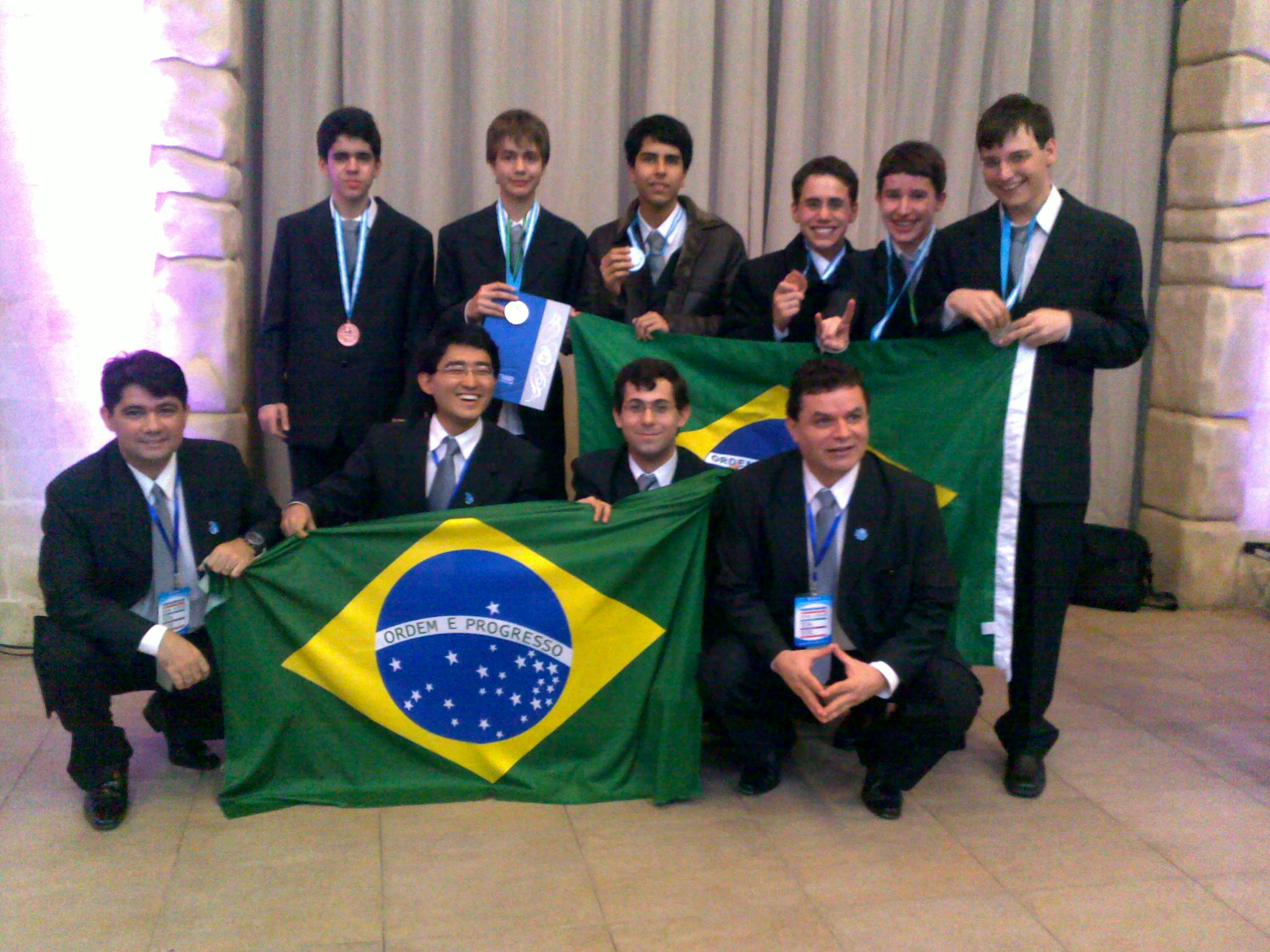
Equipe Brasileira da IJSO 2009.

- Matheus Lima Barbosa de Tulio (2008)
- Gustavo de Carlis Miranda (2009)
- Matheus José de Oliveira Guimarães (2009)
- Pedro Victor Barbosa Noleto (2009)
- Liara Guinsberg (2010)
- Renan Fernandes Moreira (2010)
- Vinicius Querino Andraus (2010)
- Nicholas de Souza Costa Lima (2011)
- Marcelo Rigotto Stachuk (2011)
- André Carvalho Guimarães (2011)
- Gabriel Queiroz Moura (2012)
- Matheus Evangelista de Souza (2012)
- José Rodolfo de Farias Neto (2013)